# Rozmowa (film 1974)

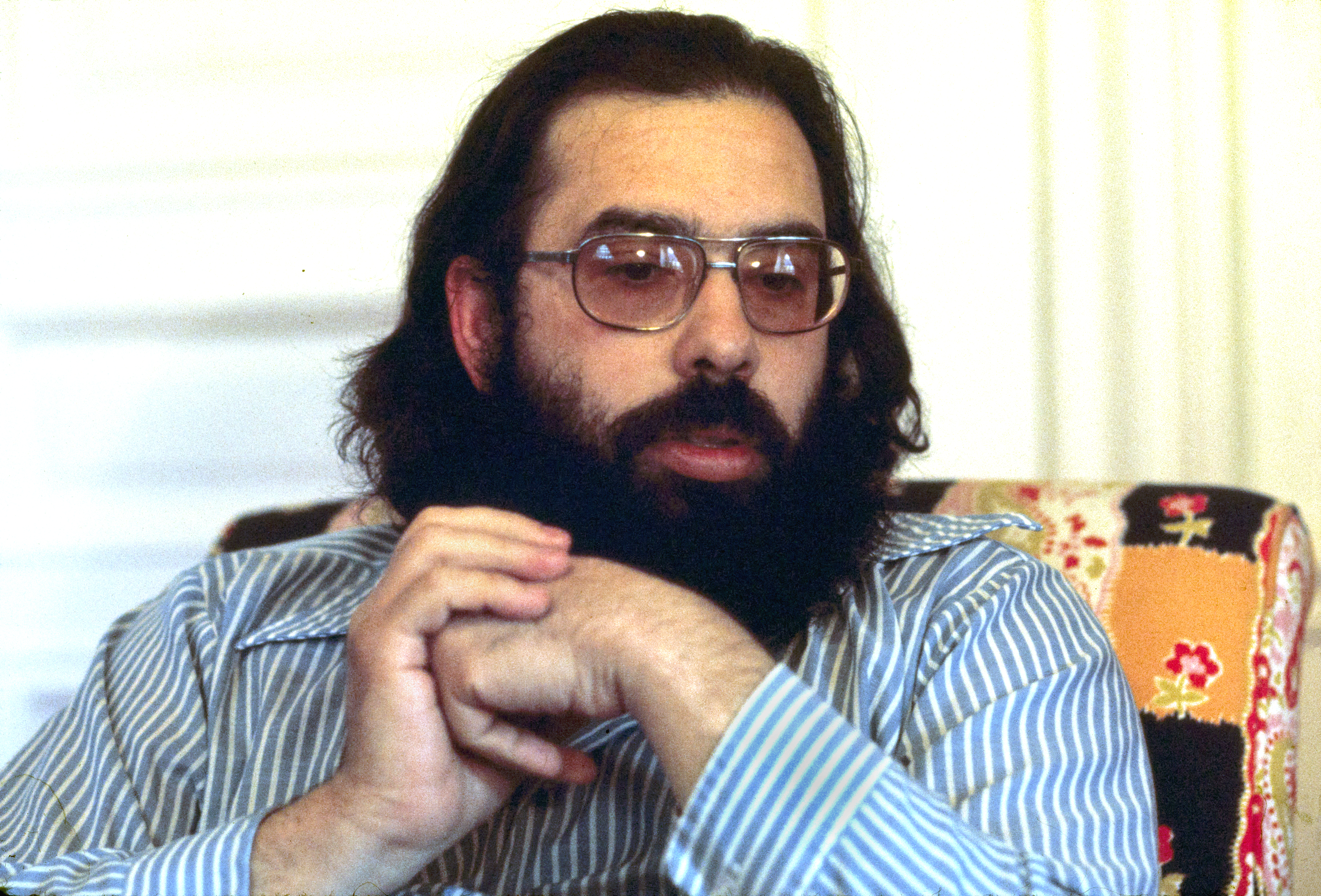
Francis Ford Coppola, reżyser filmu (1973)

Rozmowa (ang. The Conversation) – amerykański film kryminalny z 1974 roku w reżyserii Francisa Forda Coppoli, nagrodzony Złotą Palmą na 27. MFF w Cannes.

## Fabuła
Harry Caul (Gene Hackman) jest ekspertem od inwigilacji, prowadzi własną firmę w San Francisco. Cieszy się wysokim szacunkiem w swojej branży. Caul ma obsesję na punkcie własnej prywatności; jego mieszkanie jest prawie nieumeblowane za drzwiami z trzema zamkami, dzwoni z publicznych automatów i twierdzi, że nie ma w domu telefonu, a jego biuro otoczone drucianą siatką znajduje się w kącie wielkiego magazynu. Caul w pracy jest profesjonalistą w każdym calu, ale kontakty prywatne przychodzą mu z trudem. Nie czuje się dobrze w zwartym tłumie, jest zamknięty w sobie i małomówny w nieformalnych sytuacjach. Zachowuje się powściągliwie i skrycie także wobec współpracowników. Wygląd ma bardzo przeciętny, tyle że prawie wszędzie chodzi w półprzezroczystym płaszczu przeciwdeszczowym ze sztucznego tworzywa, nawet kiedy nie pada.
Twierdzi z naciskiem, że etyka zawodowa nie każe mu przejmować się treścią rozmów, które nagrywa ani sposobami wykorzystania zdobytych przez niego informacji przez klientów. W rzeczywistości nęka go poczucie winy z powodu pewnego zlecenia z zakresu podsłuchu, które doprowadziło do śmierci trzech osób, tym większe, że jest gorliwym katolikiem. Jego jedyne hobby to granie na saksofonie tenorowym wraz z puszczanymi ulubionymi płytami jazzowymi w zaciszu mieszkania.
Caul i jego przyjaciel Stan (John Cazale) podjęli się zadania monitorowania rozmowy pewnej pary (Cindy Williams i Frederic Forrest), gdy będzie ona przechodziła przez zatłoczony Union Square w San Francisco. Wykonują to trudne zlecenie, ale Caula stopniowo coraz bardziej dręczą wątpliwości dotyczące faktycznego znaczenia tej rozmowy. Myśli o tym, co może spotkać tę parę po wysłuchaniu taśmy przez klienta. Przez cały film puszcza w kółko tę taśmę, starając się jak najwierniej odtworzyć słowa podsłuchiwanych. Wyłapuje kluczowe, chociaż dwuznaczne zdanie ukryte pod melodią graną przez ulicznego muzyka: „Zabiłby nas, gdyby znalazł okazję” i ciągle interpretuje na nowo jego znaczenie w świetle tego, co wie i co zgaduje.
Caul unika wręczenia taśmy Martinowi (Harrison Ford), pracownikowi mężczyzny, który zamówił usługi podsłuchowe (Robert Duvall). Ten pełnomocnik coraz bardziej naciska i sam Caul jest w końcu śledzony, oszukiwany, podsłuchiwany. Taśma zostaje mu wreszcie skradziona, kiedy zaniedbuje chwilowo ostrożność.

## Obsada
- Gene Hackman – Harry Caul
- John Cazale – Stan
- Allen Garfield – William P. 'Bernie' Moran
- Frederic Forrest – Mark
- Cindy Williams – Ann
- Michael Higgins – Paul
- Elizabeth MacRae – Meredith
- Teri Garr – Amy Fredericks
- Harrison Ford – Martin Stett

## Nagrody i nominacje (wybrane)
Oscary za rok 1974
- Najlepszy film (nominacja)
- Najlepszy scenariusz oryginalny – Francis Ford Coppola (nominacja)
- Najlepszy dźwięk – Walter Murch, Art Rochester (nominacja)

Złote Globy 1974
- Najlepszy dramat (nominacja)
- Najlepsza reżyseria – Francis Ford Coppola (nominacja)
- Najlepszy scenariusz – Francis Ford Coppola (nominacja)
- Najlepszy aktor dramatyczny – Gene Hackman (nominacja)

Nagrody BAFTA 1974
- Najlepszy dźwięk – Art Rochester, Nathan Boxer, Michael Evje, Walter Murch
- Najlepszy montaż – Walter Murch, Richard Chew
- Najlepsza reżyseria – Francis Ford Coppola (nominacja)
- Najlepszy scenariusz – Francis Ford Coppola (nominacja)
- Najlepszy aktor – Gene Hackman (nominacja)

27. Międzynarodowy Festiwal Filmowy w Cannes
- Złota Palma
- Wyróżnienie Jury Ekumenicznego